# 开封市豫剧团
开封市豫剧团是1970年由开封市剧一团（前身是成立于1946年底的开封国民大戏院，1956年6月更名为市剧一团）与开封市豫剧二团（前身是成立于1948年3月的和平剧团）合并组建而成的。主要演奏人员有王秀兰、唐喜成、李志贞、李耀卿、宋桂玲、王敬先、王素君、关灵凤、侯秀真、高兴旺、张子林、孙映雪、陈德州、苏芝兰、杨兰春、王鸿雁等人。开封豫剧团与河南矛盾集团实现“文企联姻”。

## 历史
2012年6月21日，开封豫剧团成为开封市豫剧院有限责任公司，正式向企业改制，剧团将按照企业运营模式进行市场化运作。

## 主要剧目
- 《焦裕禄》，1966年排演
- 《三打陶三春》，1979年排演
- 《李师师》，1980年排演
- 《窦娥冤》
- 《花为媒》
- 《包公误》，1981年与新郑县豫剧团合演，被拍摄成戏曲艺术片；[1]

## 参看
- 豫剧团列表
- 河南省博物館舊址